# Bolon (instrumento musical)

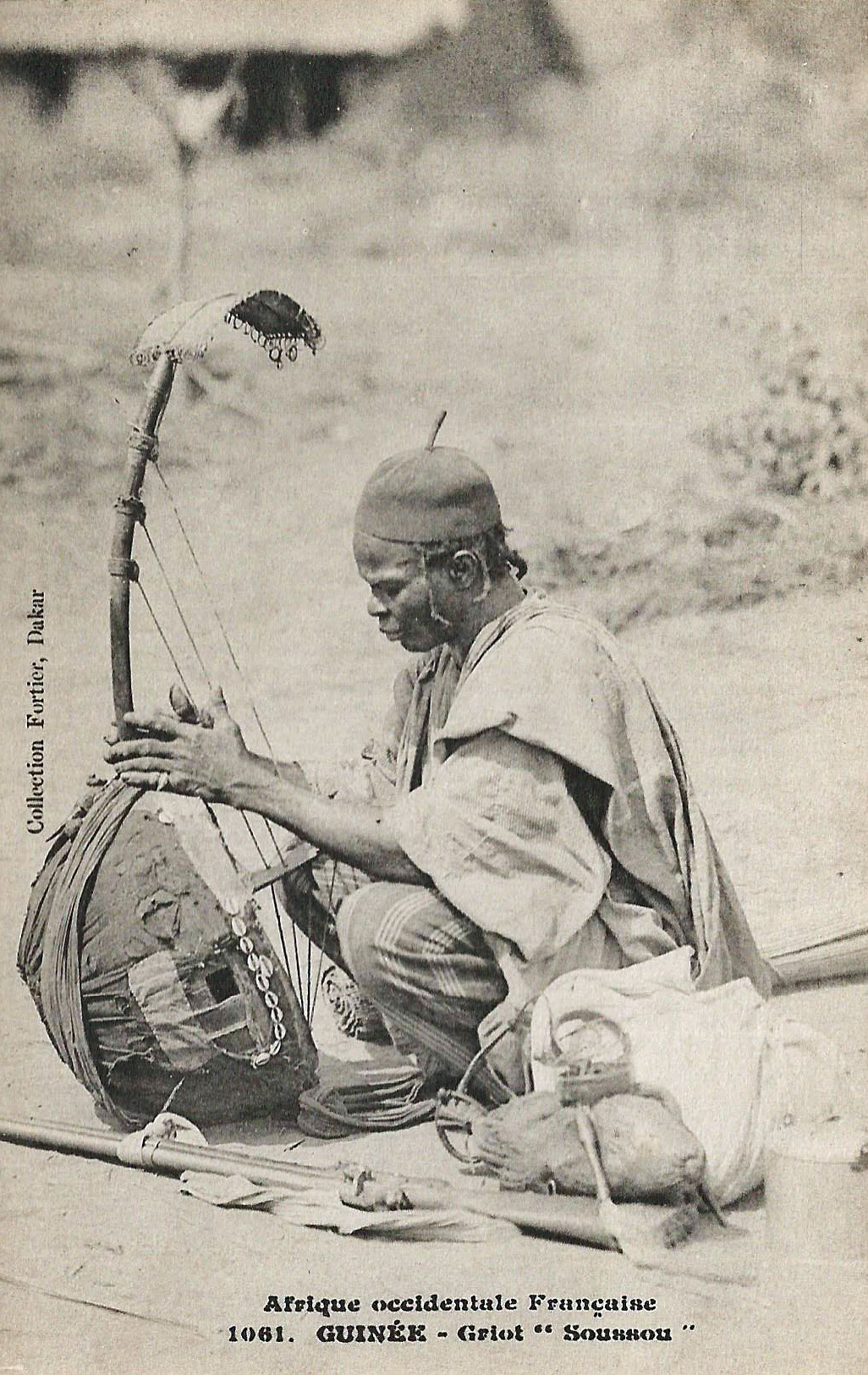
Bolon

El bolon es un instrumento de cuerdas de sonido bajo, tradicional de Malí, África. Es hecho de una calabaza hueca grande cubierta con piel. Cuatro cuerdas de piel son sujetadas a una pieza de madera curvada larga, la cual va a través de la calabaza, y un adorno de metal al final de la madera  llamado sese crea un sonido de pandereta al tocar las cuerdas. Se toca sentado con el instrumento entre las piernas. Los pulgares de ambas manos se usan para tocar las cuerdas y las palmas  para percutir la calabaza.